# Емили Крокоз
Емили Крокоз (на английски: Emily Krokosz) е американска писателка на бестселъри в жанра исторически и съвременни романси. Пише под псевдонимите Емили Кармайкъл (на английски: Emily Carmichael) и Емили Брадшоу (на английски: Emily Bradshaw).

## Биография и творчество
Емили Кристене Крокоз е родена през 1947 г. в Аризона, САЩ. След завършване на образованието си Емили е била в армията, работила и по нефтените платформи, лети със самолети и дори е отглеждала овце.
В средата на 80-те решава да се посвети на мечтата си да пише. Първият ѝ романс „The Devil's Darling“ излиза през 1987 г. под псевдонима Емили Кармайкъл (името на прабаба ѝ). Следват още много романтични произведения, наситени със страст и любов.
Освен псевдонима Емили Кармайкъл, който ползва за изданията на „Уорнър и Бантам“, пише и под псевдонима Емили Брадшоу за „Дел“.
През 1995 г. получава награда от „Romantic Times“ за най-добър исторически романтичен уестърн за романа си „Невъзможно бягство“. Има множество номинации за своите исторически романси, както и годишни препоръки на критиците за тях.
От 1999 г. до 2005 г. издава очарователната романтично-хумористична серия „Златни сърца“, в която герои са малки симпатични кучета.
Емили Крокоз живее със съпруга си Майкъл в Котонууд, Аризона, в пълна с кучета къща.

## Произведения

### Самостоятелни романи
- The Devil's Darling (1987)
- Autumnfire (1987)
- Surrender (1988)
- Touch of Fire (1989)
- Visions of the Heart (1990)
- Cactus Blossom (1991)
- Heart's Journey (1992) – с псевдонима Емили Брадшоу
- Halfway to Paradise (1993) – с псевдонима Емили Брадшоу
- Lawless (1993)
- Наследницата на Монтоя, Midnight Dancer (1994) – с псевдонима Емили Брадшоу
- Момичето от езерото, Sweet Sorcery (1995) – с псевдонима Емили Брадшоу
- Невъзможно бягство, Outcast (1995) – награда за най-добър исторически романтичен уестърн
- Gold Dust (1996) – като Емили Крокоз
- Bounty Bride (1996) – с псевдонима Емили Брадшоу
- Windfall (1997)
- A Ghost for Maggie (1999)
- Jezebel's Sister (2001)
- The Good, the Bad, and the Sexy (2002)
- Becoming Georgia (2003)
- How To Lasso A Cowboy (2004) – в съавторство с Джоди Томас, Патриша Потър, Морийн Макейд

### Серия „Златни сърца“ (Hearts of Gold)
1. Finding Mr. Right (1999)
2. Diamond in the Ruff (2001)
3. Gone to the Dogs (2003)
4. The Cat's Meow (2004)
5. A New Leash On Life (2005)

### Участие в съвместни серии с други писатели

#### Серия „Хрониките на червилото“ (The Lipstick Chronicles)
2. More Lipstick Chronicles (2004) – в съавторство с Вивиан Лейбър и Катрин Шей
от серията има още 3 съвместни романа на други авторки

### Сборници разкази
- A Country Christmas (1993) – с участието на Патриша Райс, Джоди Томас, Рейн Кантрел, Керън Харпър, Пърси В. Брадшоу, Одри Томас
- Opposites Attract (2000) – с участието на Елизабет Бевърли, Лин Кърланд и Елда Мингър